# Zemljoalkalijska kovina
Zemljoalkalijske kovine so elementi druge skupine periodnega sistema elementov. Mednje spadajo berilij (Be), magnezij (Mg), kalcij (Ca), stroncij (Sr), barij (Ba) in radij (Ra). Skupina se včasih imenuje tudi IIA ali berilijeva skupina.
Ime so dobile po svojih oksidih, alkalnih zemljah, ki so jih včasih imenovali berilija, magnezija, apno, stroncija in barita. Ti oksidi reagirajo z vodo in dajejo alkalne (bazične) hidrokside. Izraz zemlja so prvi kemiki uporabljali za nekovinske snovi, ki so bile netopne v vodi in obstojne pri segrevanju - lastnosti, ki jih imajo njihovi oksidi. Spoznanje, da zemlje niso elementi, pač pa spojine, pripisujejo Antoineu Lavoisierju, ki jih je v svojem delu Traité Élémentaire de Chimie (Kemijski elementi) leta 1789 imenoval zemeljski elementi, ki tvorijo soli. Kasneje je izjavil, da so alkalijske zemlje verjetno kovinski oksidi in ob tem pripomnil, da gre samo za domnevo. Leta 1808 je Humphry Davy na osnovi Lavoisierjevih idej prvi pridobil vzorce alkalijskih zemeljskih kovin z elektrolizo njihovih talin.
Zemljoalkalijske kovine so lep primer trendov lastnosti znotraj skupine periodnega sistema, ki se po skupini navzdol homologno spreminjajo. Kovine 2. skupine, izjemi sta berilij in magnezij, intenzivno obarvajo plamen: kalcij opečnato rdeče, stroncij škrlatno rdeče, barij zeleno in radij karminsko rdeče.
Elektronske konfiguracije elementov 2. skupine so prikazane v naslednji preglednici:
| Z  | Element  | Število elektronov/ovojnica |
| -- | -------- | --------------------------- |
| 4  | Berilij  | 2, 2                        |
| 12 | Magnezij | 2, 8, 2                     |
| 20 | Kalcij   | 2, 8, 8, 2                  |
| 38 | Stroncij | 2, 8, 18, 8, 2              |
| 56 | Barij    | 2, 8, 18, 18, 8, 2          |
| 88 | Radij    | 2, 8, 18, 32, 18, 8, 2      |

Vse zemljoalkalijske kovine imajo na zunanji (valenčni) obli po dva elektrona, ki jih z lahkoto oddajo in s tem dosežejo energijsko bolj ugodno stanje s polno predzadnjo oblo, pri tem pa iz njih nastanejo ioni z nabojem 2+.
Vse elementi iz 2. skupine so srebrno obarvane kovine, ki z lahkoto reagirajo s halogeni in tvorijo ionske soli. Z vodo ne reagirajo tako burno kot alkalijske kovine in tvorijo močno bazične hidrokside. Natrij in kalij, na primer, reagirata z vodo že pri sobni temperaturi, medtem ko magnezij reagira samo s paro, kalcij pa z vročo vodo:
Mg + 2H2O(g) → Mg(OH)2 + H2
Berilij je izjema, ki ne reagira niti z vodo niti s paro in ne tvori ionskih, ampak kovalentne halogenide.

## Primerjava z alkalijskimi kovinami
Zemljoalkalijske kovine so precej podobne alkalijskim kovinam. Glavna razlika med njimi je v elektronski konfiguraciji ns2 (alkalijske kovine imajo konfiguracijo ns1). Imajo torej dva valenčna elektrona, ki lahko tvorita kovinske ali ionske vezi. Kovine 2. skupine imajo višja tališča in vrelišča ter višjo gostoto in trdoto kot alkalijske kovine.
Drugi valenčni elektron je za primerjavo kemijskih lastnosti z alkalijskimi kovinami zelo pomemben, ker je na istem energijskim podnivoju kot prvi. Zef je zato mnogo večji, to pa pomeni, da imajo elementi 2. skupine manjše atomske polmere in mnogo višje ionizacijske energije kot elementi 1. skupine. Kovine 2. skupine kljub višji ionizacijski energiji tvorijo ionske spojine s kationi 2+. Berilij se obnaša drugače, ker za odstranitev valenčnih elektronov potrebuje znatno več energije. Berilij zato ne tvori kationa Be2+, ampak se veže s polarno kovalentno vezjo.

## Berilij
Berilij se obnaša povsem drugače kot druge zemljoalkalijske kovine in nekako ne spada v 2. skupino elementov. Če bi obstajal Be2+ ion, bi zaradi visoke gostote naboja močno polariziral elektronske oblake v svoji bližini in povzročil obsežno prekrivanje elektronskih obel. Vse berilijeve spojine imajo kovalentne vezi in celo BeF2, ki je najbolj ionska berilijeva spojina, ima nizko tališče in majhno električno prevodnost taline.

## Biološka nahajališča
- Berilij je slabo topen v vodi, zato se redko pojavlja v bioloških sistemih. V živih organizmih nima nobene znane vloge, je pa na splošno zelo toksičen.
- Magnezij in kalcij sta prisotna in pomembna za vse znane žive organizme in imata več kot eno vlogo. Ena od njih je Ca/Mg ionska črpalka, ki je pomembna v nekaterih celičnih procesih. Magnezij deluje kot aktivni center v nekaterih encimih in klorofilu, kalcij pa ima pomembno vlogo pri gradnji skeletov, na primer kosti.
- Stroncij in barij sta v biosferi manj pogosta. Stroncij ima pomembno vlogo v življenju morskih organizmov, predvsem koral, ki ga potrebujejo za gradnjo trdnega zunanjega skeleta. Oba elementa sta prisotna tudi v medicini: barit (BaSO4) se uporablja kot kontrastno sredstvo v radiologiji, stroncijeve spojine pa v nekaterih zobnih pastah.
- Radij je redek in zelo radioaktiven in zato življenjsko nevaren.

## Lastnosti

### Fizikalne lastnosti
Najpomembnejše fizikalne lastnosti zemljoalkalijskih kovin so zbrane v naslednji preglednici:
| Element  | Tališče (K) | Vrelišče (K) | Gostota (kg/m³) | Mohsova trdota | Električna prevodnost (S/m) |
| -------- | ----------- | ------------ | --------------- | -------------- | --------------------------- |
| Berilij  | 1551,15     | ~2750        | 1848            | 5,5            | 31,3 · 106                  |
| Magnezij | 923         | 1380         | 1738            | 2,5            | 22,6 · 106                  |
| Kalcij   | 1115        | 1757         | 1550            | 1,75           | 29,8 · 106                  |
| Stroncij | 1050        | 1655         | 2630            | 1,5            | 7,62 · 106                  |
| Barij    | 1000        | 1913         | 3620            | 1,25           | 3 · 106                     |
| Radij    | 973         | 2010         | 5500            | 2,3            | ?                           |

### Kemijske reakcije
Kjer ni omenjeno drugače, so Me vsi elementi 2. skupine.
- Reakcija s kisikom:

2Me + O2 → 2MeO
Barij tvori tudi barijev peroksid (Ba2+(O−O)2−).
- Reakcija z vodikom:

Me + H2 → MeH2
Nastali hidridi imajo ionsko zgradbo.
- Reakcija z vodo (Me = Ca, Sr ali Ba)

Me + 2H2O → Me(OH)2 + H2
- Reakcija s halogeni (X = F, Cl, Br ali I):

Me + X2 → MeX2
Reaktivnost elementov opazno raste z naraščajočim vrstnim številom:
- Obstojnost na zraku:
  - Berilij je pri sobni temperaturi v suhem zraku dobro obstojen, ker se pasivira s slojem oksidov.
  - Magnezij se na zraku pasivira, trakovi in folije pa se lahko vnamejo.
  - Kalcij, stroncij, barij in radij se na suhem zraku lahko vnamejo, v fino uprašenih kovinah pride do samovžiga.
- Reakcije z vodo pri visokih temperaturah:
  - Berilij reagira z vodo samo v prisotnosti katalizatorja
- Magnezij reagira samo pri visokem tlaku.
  - Ostali elementi reagirajo z vodo pri normalnem tlaku.
- Reakcije z vodo:
  - Berilij se v vodi pasivira, podobno kot aluminij.
  - Magnezij se tudi pasivira, vendar se pasivni sloj že v topli vodi raztopi.
  - Ostali elementi močno reagirajo z vodo že pri sobni temperaturi.

### Spojine
Berilij tvori kovalentne spojine, vsi ostali elementi pa ionske spojine, v katerih nastopajo kot Me2+ ioni. Najpomembnejše spojine so prikarane v naslednji preglednici:
|            | Berilij  | Magnezij | Kalcij   | Stroncij | Barij    |
| ---------- | -------- | -------- | -------- | -------- | -------- |
| Oksidi     | BeO      | MgO      | CaO      | SrO      | BaO      |
| Hidroksidi | Be(OH)2  | Mg(OH)2  | Ca(OH)2  | Sr(OH)2  | Ba(OH)2  |
| Fluoridi   | BeF2     | MgF2     | CaF2     | SrF2     | BaF2     |
| Kloridi    | BeCl2    | MgCl2    | CaCl2    | SrCl2    | BaCl2    |
| Sulfati    | BeSO4    | MgSO4    | CaSO4    | SrSO4    | BaSO4    |
| Karbonati  | BeCO3    | MgCO3    | CaCO3    | SrCO3    | BaCO3    |
| Nitrati    | Be(NO3)2 | Mg(NO3)2 | Ca(NO3)2 | Sr(NO3)2 | Ba(NO3)2 |
| Sulfidi    | BeS      | MgS      | CaS      | SrS      | BaS      |

#### Posebne spojine
- Zintlove faze so spojine alkalijskih ali zemljoalkalijskih kovin s kovinami in polkovinami iz 13., 14., 15. ali 16. skupine elementov.
- Grignardovi reagenti so magnezijeve organske spojine s splošno formulo R-MgX. R je alifatski ostanek, X pa halogen. Spojine se uoprabljajo v organskih sintezah.
- Kalcijev karbid (CaC2, Ca2+(C≡C)2−), ki se uporablja za
  - proizvodnjo acetilena,

CaC2 + 2H2O → Ca(OH)2 + C2H2
- - razžveplanje jekla in
  - proizvodnjo cianamidov.
- Kalcijev oksalat (CaC2O4), ki je glavni krivec za tvorbo ledvičnih kamnov.
- Kalcijev cianamid (CaCN2), ki se uporablja kot umetno gnojilo.
- Stroncijev titanat (SrTiO3) fabulit se uporablja za izdelavo nakita.
- Barijev peroksid (Ba2+(O−O)2−) se uporablja za sintezo vodikovega peroksida:

BaO2 + H2SO4 → BaSO4 + H2O2

#### Trdota vode
Trdoto vode povzročajo v vodi raztopljeni kalcijevi in magnezijevi hidrogenkarbonati. Ogljikov dioksid iz zraka se raztaplja v vodi, tako da nastane šibka ogljikova kislina, ki pri pronicanju skozi zemeljske sklade raztaplja apnenec in dolomit:
CaCO3(s) + H2O(l) + CO2 (g)  ⇌  Ca(HCO3)2 (aq)
Reakcija je reverzibilna: pri segrevanju vode se topnost CO2 zmanjša, zato se ravnotežje poruši in pomakne v levo in na steni posode se začneta izločati kalcijev in magnezijev karbonat kot vodni kamen.

## Nahajališča
V zemeljski skorji je 4,16 % zemljoalkalijskih kovin. V tej količini je
- 67 % kalcija
- 31 % magnezija
- 1,4 % barija
- 0,7 % stroncija (vrednost je zaokrožena, zato je vsota večja od 100 %)
- berilij je v sledovih, radij pa je še redkejši

Elementi se pojavljajo predvsem kot silikati, karbonati in sulfati.
- Dolomit
(CaMg(CO3)2)
- Kalcit
(CaCO3)
- Celestit
(SrSO4)
- Barit
(BaSO4)

### Berilijevi dragi kamni
Berilij tvori kakšnih trideset mineralov, ki spadajo med drage oziroma poldrage kamne:
- Beril
(Be3Al2[Si6O18])
- Akvamarin
(Be3Al2(SiO3)6)
- Smaragd
(Be3Al2Si6O18)
- Hrizoberil
(BeO·Al2O3)